# Mussismilia harttii
Mussismilia harttii is een rifkoralensoort uit de familie van de Mussidae. De wetenschappelijke naam van de soort is voor het eerst geldig gepubliceerd in 1867 door Verrill. De soort komt voor in de Atlantische Oceaan langs de kusten van Brazilië. De soort staat op de Rode Lijst van de IUCN geklasseerd als 'onzeker'.